# Марсель Вандернотт
Марсель Вандернотт (фр. Marcel Vandernotte, 29 липня 1909 — 15 грудня 1993) — французький академічний веслувальник.
Бронзовий призер Олімпійських Ігор 1936 року в складі розпашної четвірки зі стерновим.
Срібний призер Чемпіонату Європи 1934 року в складі розпашної четвірки зі стерновим, бронзовий призер 1933 року в складі розпашної двійки зі стерновим.